# Buddy Hield
Chavano Rainier „Buddy” Hield (ur. 17 grudnia 1992 we Freeport) – bahamski koszykarz, występujący na pozycji rzucającego obrońcy, od 2024 zawodnik Golden State Warriors.

## College
Hield urodził się na Bahamach, skąd w 2010 przeprowadził się do Stanów Zjednoczonych. Po ukończeniu szkoły średniej Sunrise Christian Academy w Wichita, w 2012 rozpoczął naukę na University of Oklahoma i dostał się do drużyny uczelnianej Sooners. W pierwszym roku występów w NCAA uzyskał średnią 7,8 punktu na mecz. Jako drugoroczniak zanotował średnią 16,5 punktu, zaś rok później 17,4 i awansował z zespołem do Sweet Sixteen (1/8 finału rozgrywek koszykarskich w NCAA), gdzie 27 marca 2015 Sooners ulegli Michigan State Spartans 58:62. W marcu 2015 został wybrany najlepszym koszykarzem Big 12 Conference. Mimo iż w 2015 mógł przystąpić do draftu NBA, postanowił   spędzić ostatni sezon w NCAA.
4 stycznia 2016 w wyjazdowym meczu przeciwko Kansas Jayhawks, przegranym przez Sooners po trzech dogrywkach 106:109, ustanowił rekord kariery w NCAA, zdobywając 46 punktów. W sezonie 2015/2016 uzyskał najlepszą średnią w Big 12 Conference, rzucając średnio 25,1 punktu na mecz i po raz drugi z rzędu został wybrany najlepszym koszykarzem konferencji Big 12, a także Uczelnianym Koszykarzem Roku Sporting News. 26 marca 2016 poprowadził zespół do pierwszego od 14 lat Final Four. W wygranym przez Sooners 80:68 meczu Elite Eight przeciwko Oregon Ducks zdobył 37 punktów. Po raz ostatni w barwach Oklahomy wystąpił 2 kwietnia 2016 w przegranym przez Sonners meczu półfinałowym Final Four z Villanova Wildcats.

## NBA
W czerwcu 2016 został wybrany w pierwszej rundzie draftu z numerem szóstym przez New Orleans Pelicans.
20 lutego 2017 w wyniku transferu trafił do Sacramento Kings. 8 lutego 2022 został wytransferowany do Indiana Pacers. 8 lutego 2024 dołączył po wymianie do Philadelphia 76ers. 6 lipca 2024 trafił do Golden State Warriors w ramach wymiany między sześcioma drużynami.

## Osiągnięcia
Stan na 10 marca 2024, na podstawie, o ile nie zaznaczono inaczej.
NCAA
- Uczestnik:
  - NCAA Final Four (2016)
  - rozgrywek Sweet 16 turnieju NCAA (2015, 2016)
  - turnieju NCAA (2013–2016)
- Koszykarz Roku:
  - NCAA:
    - im. Naismitha (2016)[17]
    - według Sporting News (2016)[9]
    - im. Johna R. Woodena (2016)[18]
    - według Stowarzyszenia Dziennikarzy Koszykarskich Stanów Zjednoczonych (USBWA) (2016)[19]

  - Konferencji Big 12 (2015, 2016)[4][8]
- Laureat Jerry West Award (2016)[20]
- Zaliczony do:
  - I składu:
    - All-American (2016)
    - konferencji Big 12 (2015, 2016)[4][8]

  - II składu Big 12 (2014)
  - III składu All-American (2015 przez AP, NABC)

NBA
- Uczestnik:
  - Rising Stars Challenge (2017, 2018)[21]
  - Skills Challenge (2018)
- Zaliczony do I składu debiutantów NBA (2017)[22]
- Zwycięzca konkursu rzutów za 3 punkty NBA (2020)[23]
- Uczestnik konkursu rzutów za 3 punkty NBA (2019[24], 2020, 2023[25])